# Delphos (Kansas)
Delphos è una città degli Stati Uniti d'America situata nel centro dello Stato del Kansas. Fa parte della Contea di Ottawa e rientra nell'Area statistica di Salina.

## Geografia fisica
Le coordinate geografiche di Delphos sono 39°16′29″N 97°45′59″W (39.274770, -97.766377). La città ha una superficie di 1.66 km², di cui 1.61 occupati da terra e 0.5 da acqua.

## Società

### Evoluzione demografica
Al censimento del 2000, risultarono 359 abitanti, 161 nuclei familiari e 104 famiglie residenti in città. Ci sono 222 alloggi con una densità di 138.3/km². La composizione etnica della città è 96.41% bianchi, 0.8% neri o afroamericani, 0.3% nativi americani, 0.8% di altre razze e 2.2% ispanici e latino-americani. Dei 161 nuclei familiari il 22.4% ha figli di età inferiore ai 18 anni che vivono in casa, 55.9% sono coppie sposate che vivono assieme, 6.8% è composto da donne con marito assente, e il 35.44% sono non-famiglie. Il 30.1% di tutti i nuclei familiari è composto da singoli 10.5% da singoli con più 65 anni di età. La dimensione media di un nucleo familiare è di 2.23 mentre la dimensione media di una famiglia è di 2.72. Il reddito medio di un nucleo familiare è di $31,563 mentre per le famiglie è di $39,038. Gli uomini hanno un reddito medio di $27,292 contro $18,438 delle donne. Il reddito pro capite della città è di $14,801. Circa l'8.8% delle famiglie e il 9.6% della popolazione è sotto la soglia della povertà. Sul totale della popolazione il 6.7% dei minori di 18 anni e il 12.5% di chi ha più di 65 anni vive sotto la soglia della povertà.

## Governo
Sindaco: Susan Studebaker. Vicesindaco: Karen Kiser. Consiglieri: Judy Bradshaw, Lori Walker, Curtis McKain, Ronald Murk, Vince Manship.